# Iveta Gerlová
Iveta Gerlová (* 14. června 1984 Jihlava) je česká profesionální tenistka. Ve své dosavadní kariéře na okruhu WTA Tour zatím nehrála žádný turnaj. V rámci okruhu ITF získala ke konci roku 2011 3 tituly ve dvouhře a již 38 titulů ve čtyřhře.
Na žebříčku WTA byla nejvýše ve dvouhře klasifikována k 18. květnu 2009 na 345. místě a ve čtyřhře pak k 6. červnu 2011 na 218. místě.
Aktuálně je členkou TK Jihlava. Jejím trenérem je Lukáš Březina.

## Finálové účasti na turnajích okruhu ITF
| $100,000 tournaments |
| $75,000 tournaments  |
| $50,000 tournaments  |
| $25,000 tournaments  |
| $10,000 tournaments  |

### Dvouhra (3–6)

#### Vítězka
| Č. | Datum           | Turnaj         | Povrch | Finalistka           | Výsledek    |
| -- | --------------- | -------------- | ------ | -------------------- | ----------- |
| 1. | 9. duben 2005   | Ramat Hasharon | tvrdý  | Irina Buryachoková   | 3:6 6:4 6:1 |
| 2. | 25. únor 2006   | Ramat Hasharon | tvrdý  | Katarína Tuohimaaová | 7:6(7), 6:2 |
| 3. | 10. květen 2009 | Varšava        | antuka | Kateřina Kawaová     | 6:3, 7:5    |

#### Finalistka
| Č. | Datum             | Turnaj       | Povrch | Vítězka                   | Výsledek         |
| -- | ----------------- | ------------ | ------ | ------------------------- | ---------------- |
| 1. | 5. květen 2002    | Varšava      | antuka | Maria Wolfbrandtová       | 2:6, 4:6         |
| 2. | 2. červen 2002    | Varšava      | antuka | Maria Wolfbrandtová       | 3:6, 6:4, 4:6    |
| 3. | 3. září 2006      | Palič        | antuka | Dia Evtimová              | 0:6, 4:6         |
| 4. | 11. listopad 2007 | Redbridge    | tvrdý  | Vitalija Diatchenko       | 4:6, 0:6         |
| 5. | 23. srpen 2009    | Olomouc      | antuka | Lucie Kriegsmannová       | 7:6(5), 2:6, 2:6 |
| 6. | 17. říjen 2010    | Ain Elsokhna | antuka | Valentine Confalonieriová | 0:5 ret.         |

### Čtyřhra (38–21)

#### Vítězka
| Č.  | Datum             | Turnaj         | Povrch | Spoluhráčka            | Finalistky                                             | Výsledek          |
| --- | ----------------- | -------------- | ------ | ---------------------- | ------------------------------------------------------ | ----------------- |
| 1.  | 5. květen 2002    | Varšava        | antuka | Christiane Hoppmannová | Sybille Bammerová Isabella Mitterlehnerová             | 6:4, 6:2          |
| 2.  | 4. srpen 2002     | Petange        | antuka | Zuzana Černá           | Dominika Diesková Lenka Tvarošková                     | 1:6, 6:1, 6:3     |
| 3.  | 22. září 2002     | Barcelona      | antuka | Frederica Piedadeová   | Marta Fragaová-Perezová Adriana Gonzalezová            | 6:4, 6:4          |
| 4.  | 8. červen 2003    | Staré Splavy   | antuka | Lucie Kriegsmannová    | Jana Macurová Lenka Novotná                            | 7:5, 6:3          |
| 5.  | 20. červenec 2003 | Monteroni      | antuka | Zuzana Zemenová        | Danielle Steinbergová Gabriela Velascoová-Andreuová    | 7:6(4), 6:4       |
| 6.  | 3. srpen 2003     | Petange        | antuka | Andrea Masaryková      | Bianka Lamadeová Nicole Ludwigová                      | 6:2, 5:7, 7:6(1)  |
| 7.  | 24. srpen 2003    | Kandřín-Kozlí  | antuka | Zuzana Zemenová        | Magdalena Kiszcynská Karolina Kosinská                 | 7:5, 6:3          |
| 8.  | 31. srpen 2003    | Maribor        | antuka | Zuzana Zemenová        | Lucie Kriegsmannová Milena Nekvapilová                 | 6:0, 6:1          |
| 9.  | 12. říjen 2003    | Carcavelos     | antuka | Katarina Kachlíková    | Romy Farahová Agnes Szavayová                          | 6:4, 7:6(6)       |
| 10. | 21. březen 2004   | Ramat Hasharon | tvrdý  | Frederica Piedadeová   | Julia Gandiaová-Gomezová Gabriela Velascoová-Andreuová | 6:2, 4:6, 6:2     |
| 11. | 11. duben 2004    | Makarská       | antuka | Martina Babáková       | Maria Penková Lisa Tognettiová                         | 6:1, 6:4          |
| 12. | 20. červen 2004   | Kandřín-Kozlí  | antuka | Sandra Záhlavová       | Kateřina Avdiyenková Oxana Lyubtsová                   | 6:3, 6:1          |
| 13. | 12. červen 2005   | Staré Splavy   | antuka | Lucie Kriegsmannová    | Petra Novotniková Veronika Raimrová                    | 4:6, 6:4, 6:2     |
| 14. | 16. červenec 2005 | Brusel         | antuka | Carmen Klaschkaová     | Leslie Butkiewiczová Caroline Maesová                  | 7:5, 6:2          |
| 15. | 21. srpen 2005    | Koksijde       | antuka | Carmen Klaschkaová     | Jessie De Vriesová Samia Medjahdiová                   | 6:1, 6:0          |
| 16. | 4. březen 2006    | Raanana        | tvrdý  | Veronika Raimrová      | Ipek Senogluová Gabriela Velascoová-Andreuová          | 6:2, 2:6. 6:3     |
| 17. | 4. červen 2006    | Staré Splavy   | antuka | Lucie Kriegsmannová    | Hana Birnerová Xenija Lykinová                         | 6:7(4), 6:2, 6:2  |
| 18. | 15. červenec 2006 | Brusel         | antuka | Carmen Klaschkaová     | Joana Cortezová Alexandra Srndovičová                  | 6:3, 6:2          |
| 19. | 9. březen 2007    | Ramat Hasharon | tvrdý  | Lucie Kriegsmannová    | Martina Babáková Ipek Senogluová                       | 6:3, 6:3          |
| 20. | 27. duben 2007    | Bol            | tvrdý  | Lucie Kriegsmannová    | Michaela Buzarnescuová Nadja Romaová                   | 6:3, 7:5          |
| 21. | 1. červen 2007    | Staré Splavy   | antuka | Lucie Kriegsmannová    | Hana Birnerová Monika Kochanová                        | 6:2, 6:1          |
| 22. | 27. leden 2008    | Wrexham        | tvrdý  | Martina Babáková       | Diane Hollandsová Elena Kuliková                       | 3:6, 6:3, 11:9    |
| 23. | 16. březen 2008   | Dijon          | tvrdý  | Martina Babáková       | Danielle Brownová Natasha Khanová                      | 5:7, 7:5, 10:4    |
| 24. | 22. březen 2008   | Bath           | tvrdý  | Martina Babáková       | Sarah Borwellová Olivia Scarfiová                      | 6:1, 5:7, 10:1    |
| 25. | 17. květen 2008   | Szczecin       | antuka | Tereza Hladíková       | Emma Laineová Teodora Mirčičová                        | 6:1, 6:4          |
| 26. | 23. srpen 2008    | Kandřín-Kozlí  | antuka | Simona Dobrá           | Lisa Marshallová Jelyzaveta Rybaková                   | 4:6, 6:0, 10:6    |
| 27. | 24. leden 2009    | Wrexham        | tvrdý  | Martina Babáková       | Danielle Brownová Elizabeth Thomasová                  | 2:6, 6:3, 11:9    |
| 28. | 10. květen 2009   | Varšava        | antuka | Karolina Kosinská      | Kateřina Kaletaová Kateřina Kawaová                    | 6:2, 6:1          |
| 29. | 22. srpen 2009    | Olomouc        | antuka | Darina Šeděnková       | Martina Borecká Martina Kubičíková                     | 6:4, 6:2          |
| 30. | 4. duben 2010     | Káhira         | antuka | Lucie Kriegsmannová    | Galina Fokinová Elina Gasanová                         | 6:4, 6:3          |
| 31. | 26. červen 2010   | Rotterdam      | antuka | Jana Jandová           | Anna Arina Marenková Jekatěrina Yakovlevová            | 6:4, 4:6, 10:5    |
| 32. | 6. srpen 2010     | Vídeň          | antuka | Lucie Kriegsmannová    | Pavla Šmídová Zuzana Zálabská                          | 7:5, 6:3          |
| 33. | 13. srpen 2010    | Trnava         | antuka | Lucie Kriegsmannová    | Michaela Honcová Lenka Wienerová                       | 6:2, 6:1          |
| 34. | 28. srpen 2010    | Praha          | antuka | Lucie Kriegsmannová    | Zuzana Luknárová Karin Morgošová                       | 6:1, 6:3          |
| 35. | 17. říjen 2010    | Ain Elsokhna   | antuka | Lucie Kriegsmannová    | Valentine Confalonieriová Dalila Jakupovičová          | 6:1, 6:4          |
| 36. | 24. říjen 2010    | Ain Elsokhna   | antuka | Lucie Kriegsmannová    | Reka-Luca Janiová Martina Kubičíková                   | 6:3, 3:6, 10:8    |
| 37. | 28. listopad 2010 | Přerov         | tvrdý  | Lucie Kriegsmannová    | Olga Brozdaová Natalia Kolatová                        | 6:1, 6:3          |
| 38. | 27. srpen 2011    | Praha          | antuka | Lucie Kriegsmannová    | Jana Čepelová Kateřina Piterová                        | 6:7(8), 6:1, 10:8 |

#### Finalistka
| Č.  | Datum             | Turnaj        | Povrch | Spoluhráčka            | Vítězky                                               | Výsledek           |
| --- | ----------------- | ------------- | ------ | ---------------------- | ----------------------------------------------------- | ------------------ |
| 1.  | 7. červenec 2002  | Monteroni     | antuka | Christiane Hoppmannová | Lenka Tvarošková Zuzana Zemenová                      | 4:6, 6:3, 4:6      |
| 2.  | 14. červenec 2002 | Toruň         | antuka | Zuzana Černá           | Lenka Tvarošková Anna Bielen-Žarská                   | 5:7, 6:4, 4:6      |
| 3.  | 14. červenec 2002 | Bukurešť      | antuka | Nina Nittingerová      | Gabriela Niculescuová Monika Niculescuová             | 2:6, 2:6           |
| 4.  | 2. únor 2003      | Tipton        | tvrdý  | Zuzana Černá           | Liana-Gabriela Balačiová Elke Clijstersová            | 3:6, 2:6           |
| 5.  | 5. říjen 2003     | Oporto        | antuka | Maria-Eve Pelletierová | Sybille Bammerová Laura Dell'angelová                 | 3:6, 5:7           |
| 6.  | 2. listopad 2003  | Stockholm     | tvrdý  | Claudia Kuleszká       | Line Elvstromová-Eknerová Mette Iversenová            | 1:6, 7:5. 5:7      |
| 7.  | 30. květen 2004   | Olecko        | antuka | Zuzana Zemenová        | Karolina Kosinská Alicja Rosolská                     | 4:6, 3:6           |
| 8.  | 22. srpen 2004    | Kandřín-Kozlí | antuka | Sandra Záhlavová       | Katalin Marošiová Marina Tavaresová                   | 6:1, 4:6, 2:6      |
| 9.  | 5. září 2004      | Varšava       | antuka | Martina Babáková       | Klaudya Jansová-Ignačiková Alicja Rosolská            | 2:6, 3:6           |
| 10. | 3. září 2006      | Palič         | antuka | Maren Kassensová       | Miljana Adanková Anja Prislanová                      | 6:7(3), 6:2,6:7(5) |
| 11. | 20. leden 2007    | Stuttgart     | tvrdý  | Lucie Kriegsmannová    | Claire De Gubernatisová Valentina Sulpiziová          | 1:6, 4:6           |
| 12. | 5. srpen 2007     | Bad Saulgau   | antuka | Lucie Kriegsmannová    | Simona Dobrá Tereza Hladíková                         | 6:2, 4:6, 2:6      |
| 13. | 19. leden 2008    | Sunderland    | tvrdý  | Martina Babáková       | Johanna Larssonová Anna Smithová                      | 1:6, 6:3, 3:10     |
| 14. | 18. červenec 2008 | Zwevegem      | antuka | Tadeja Majeričová      | Danielle Harmsenová Kim Kilsdonková                   | 4:6, 2:6           |
| 15. | 30. srpen 2009    | Praha         | antuka | Martina Borecká        | Simona Dobrá Lucie Kriegsmannová                      | 6:7(2), 2:6        |
| 16. | 23. leden 2010    | Wrexham       | tvrdý  | Lucie Kriegsmannová    | Mallory Cecilová Megan Moultonová-Levyová             | 6:4, 0:6, 9:11     |
| 17. | 21. srpen 2010    | Olomouc       | antuka | Lucie Kriegsmannová    | Sandra Klemenschitsová Patricia Mayrová-Achleitnerová | 3:6, 1:6           |
| 18. | 5. únor 2011      | Rabat         | antuka | Lucie Kriegsmannová    | Eva Hrdinová Karin Knappoová                          | 4:6, 1:6           |
| 19. | 19. únor 2011     | Mallorca      | antuka | Lucie Kriegsmannová    | Irina Buryachoková Iryna Kuryanovičová                | 5:7, 2:6           |
| 20. | 20. březen 2010   | Amiens        | antuka | Lucie Kriegsmannová    | Paula Kaniaová Barbara Sobaszkiewiczová               | 6:3, 4:6, 6:10     |
| 21. | 4. prosinec 2011  | Vendryně      | tvrdý  | Lucie Kriegsmannová    | Michaela Honcová Zuzana Luknárová                     | 5:7, 4:6           |

## Postavení na žebříčku WTA na konci sezóny

### Dvouhra
| Rok    | 2001  | 2002   | 2003   | 2004   | 2005   | 2006   | 2007   | 2008   | 2009 | 2010   | 2011   |
| Pořadí | 1034. | ▲ 477. | ▼ 502. | ▼ 633. | ▲ 616. | ▲ 614. | ▲ 538. | ▲ 364. | 364. | ▼ 520. | ▼ 593. |

### Čtyřhra
| Rok    | 2002 | 2003   | 2004   | 2005   | 2006   | 2007   | 2008   | 2009   | 2010   | 2011   |
| Pořadí | 400. | ▲ 272. | ▼ 383. | ▼ 481. | ▼ 507. | ▲ 334. | ▲ 330. | ▼ 340. | ▼ 283. | ▲ 279. |